# Ауезова
Ауе́зова (каз. Әуезов) — село у складі Жетисайського району Туркестанської області Казахстану. Входить до складу сільського округу Жолдасбая Єралієва.
У радянські часи село називалось Бригада № 4 отділення № 4 совхоза 30 літ Октября або Ауезово.
Населення — 302 особи (2021; 271 у 2009, 188 у 1999, 123 у 1989).